# 조희원
조희원(2008년 9월 19일 ~ )은 대한민국의 농구 선수이다. 선일여자고등학교 소속으로 포지션은 센터이다.